# Daniela Mărănducă
Daniela Mărănducă, appelée Daniela Nicolai ou Daniela Mărănducă Nicolai à partir de 2002, est une gymnaste artistique et aérobic roumaine, née le 17 juin 1976 à Constanța.
Elle est mariée à Remus Nicolai.

## Biographie
Daniela Mărănducă commence la gymnastique artistique à l'âge de six ans. Elle est sélectionnée en équipe nationale en 1991. Elle participe au titre mondial par équipe de la Roumanie aux Championnats du monde de 1994. Elle met un terme à sa carrière dans la gymnastique artistique à la fin de cette même année.
Elle commence ensuite la gymnastique aérobic en 1996 et est appelée en équipe nationale à partir de 1999. En groupe, elle remporte trois titres de championne d'Europe et deux titres de championnes du monde. En trio, elle gagne aussi une médaille de bronze mondiale et deux médailles d'argent européennes. Elle se retire du haut niveau en 2005.
Avec son compagnon, elle a eu une fille née en 2006 et a ouvert en 2007 un club privé de gymnastique à Constanța. Ensemble, ils entraînent depuis 2017 l'équipe nationale junior de gymnastique artistique féminine au centre de Deva.

## Palmarès

### Gymnastique artistique

#### Championnats du monde
- Dortmund 1994
  -  médaille d'or au concours général par équipes

### Gymnastique aérobic

#### Championnats du monde
- Klaipėda 2002
  -  médaille d'or par groupes

- Sofia 2004
  -  médaille d'or par groupes
  -  médaille de bronze en trio

#### Championnats d'Europe
- Birmingham 1999
  -  médaille d'or par groupes

- Saragosse 2001
  -  médaille d'or par groupes
  -  médaille d'argent en trio

- Debrecen 2003
  -  médaille d'or par groupes
  -  médaille d'argent en trio